# Пригодь
Пригодь (укр. Пригідь) — село в Нересницкой сельской общине Тячевского района Закарпатской области Украины.
Население по переписи 2001 года составляло 663 человека. Почтовый индекс — 90516. Телефонный код — 3134. Код КОАТУУ — 2124488402.